# Comando Vermelho

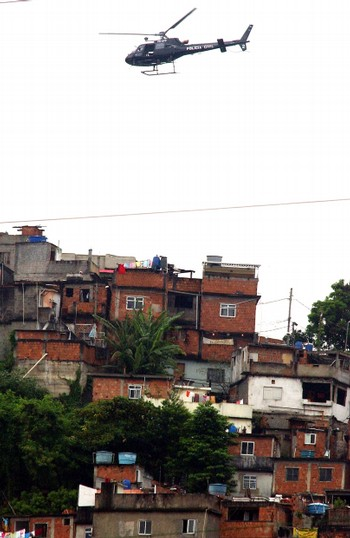
Polizeihubschrauber über einer Favela in Rio de Janeiro

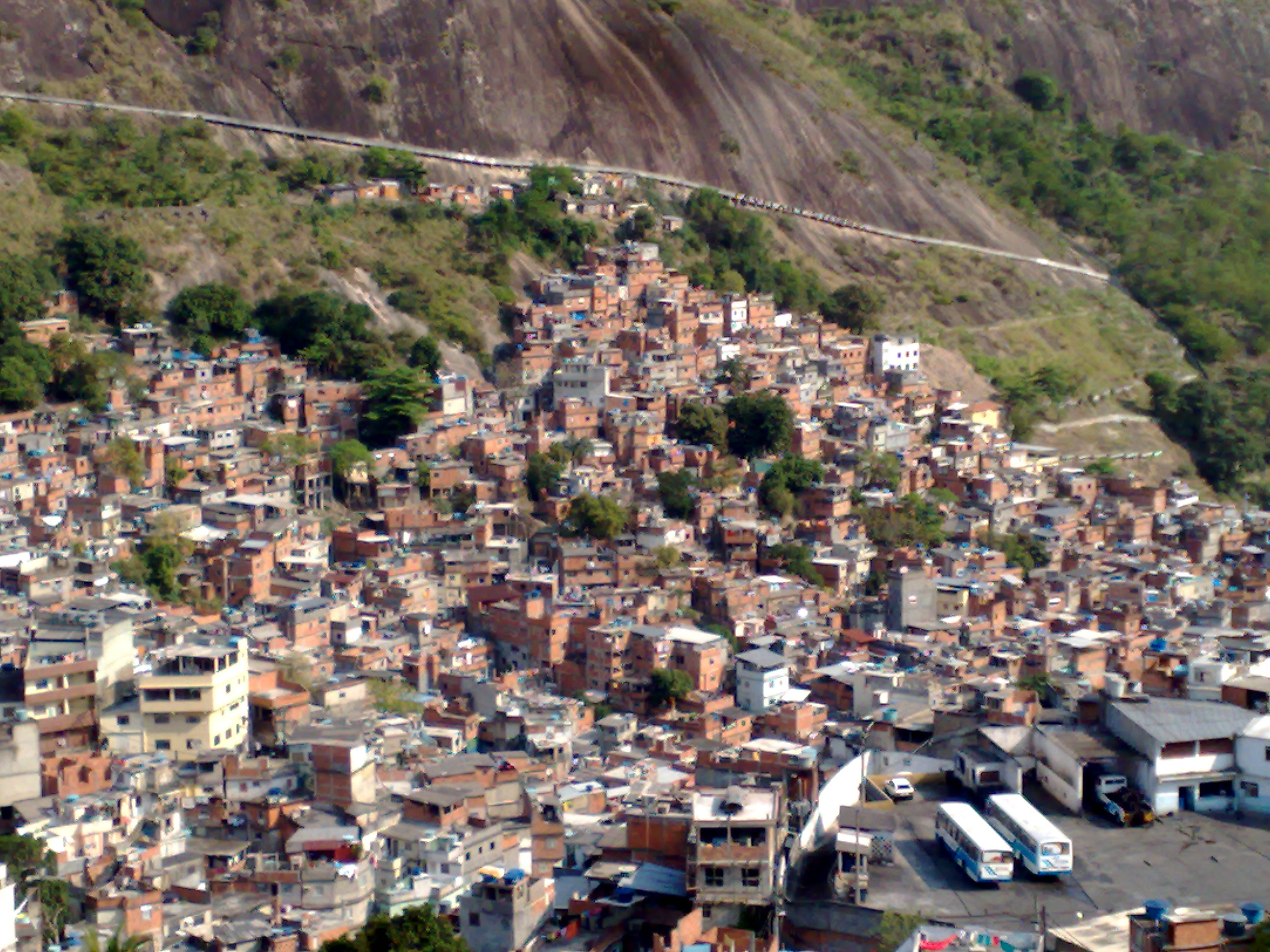
Favela Rocinha

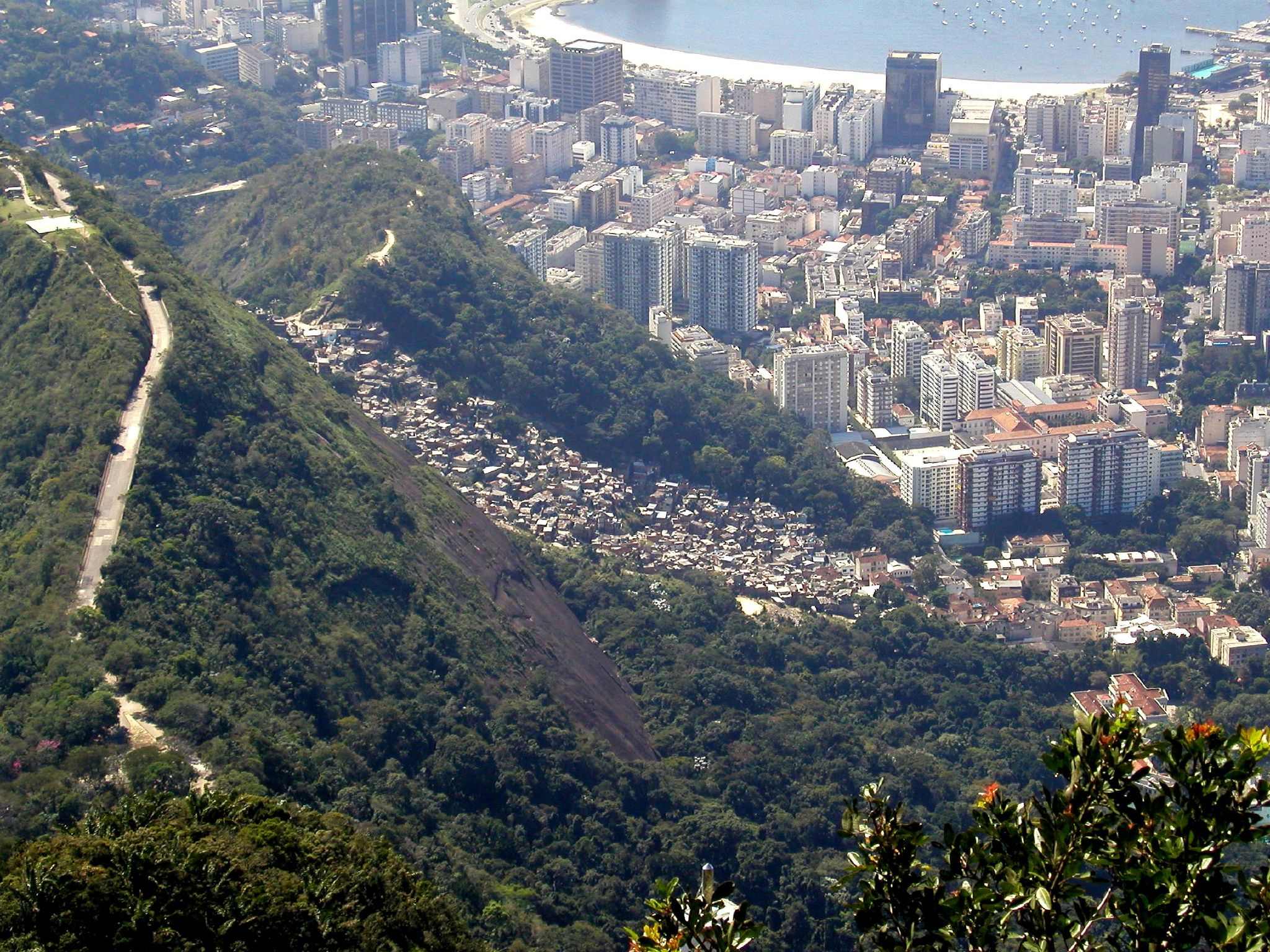
Favela auf den Morros von Rio de Janeiro

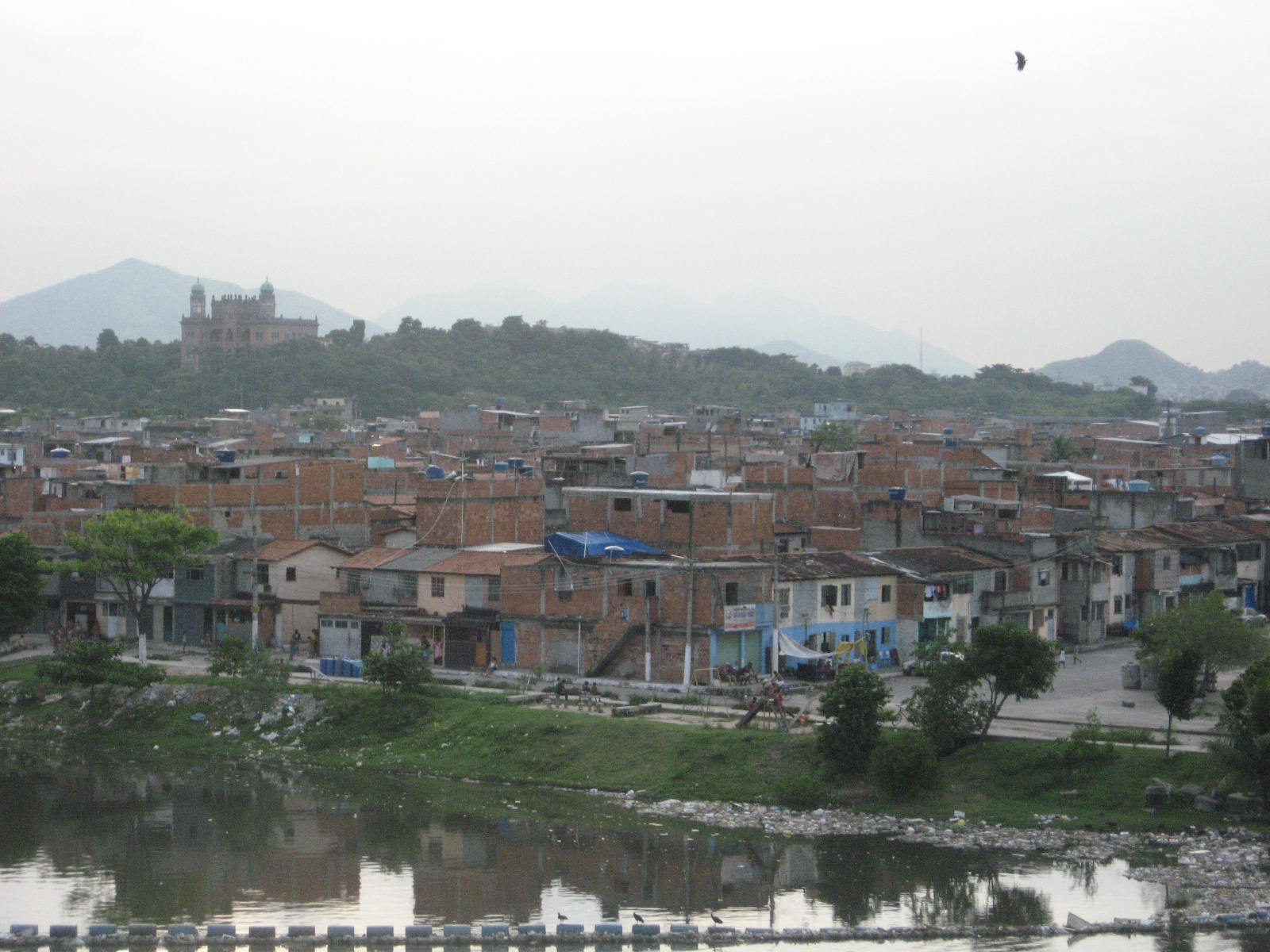
Favela da Maré in Rio de Janeiro

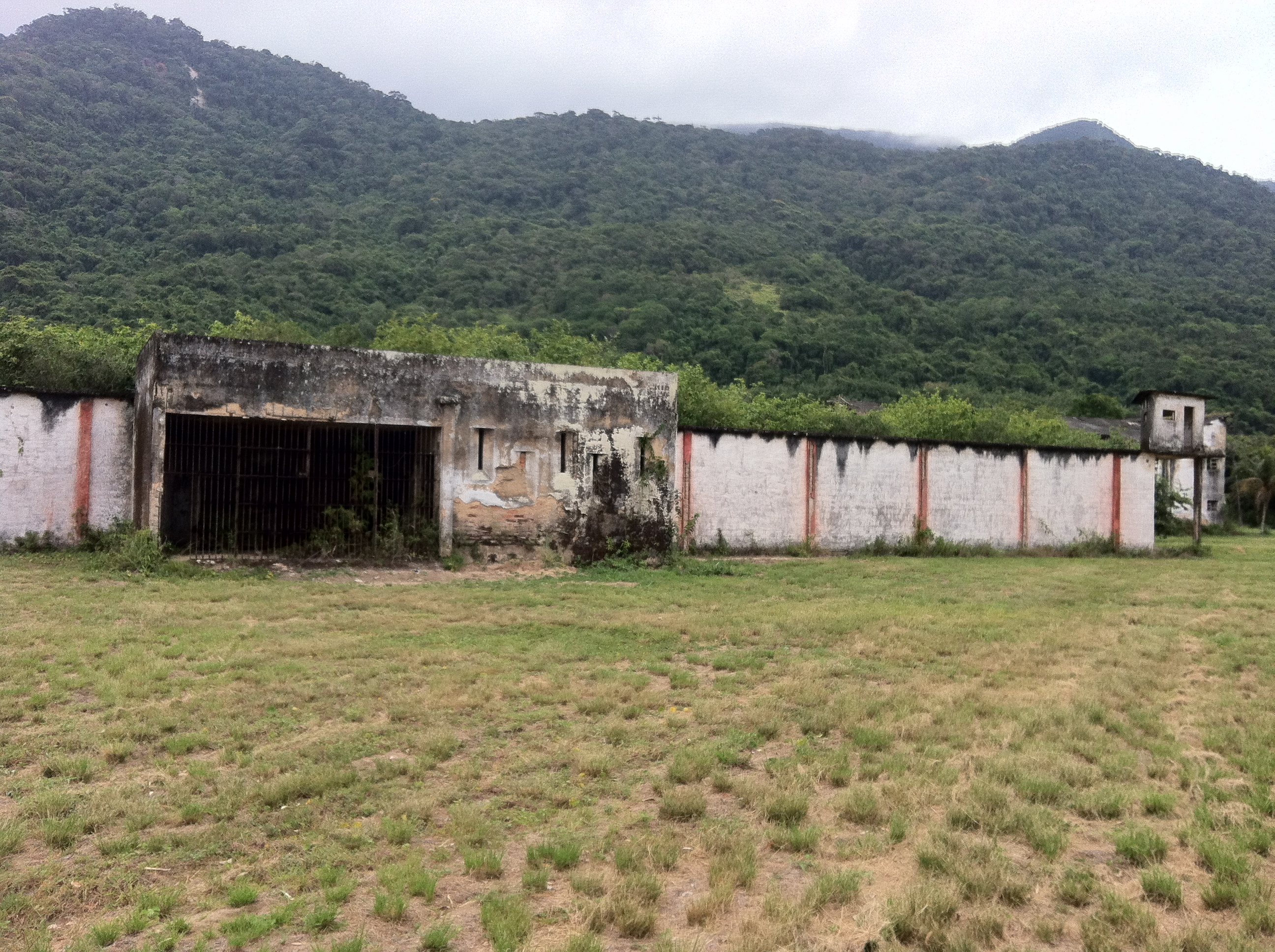
Überreste des Instituto Penal Cândido Mendes auf Ilha Grande

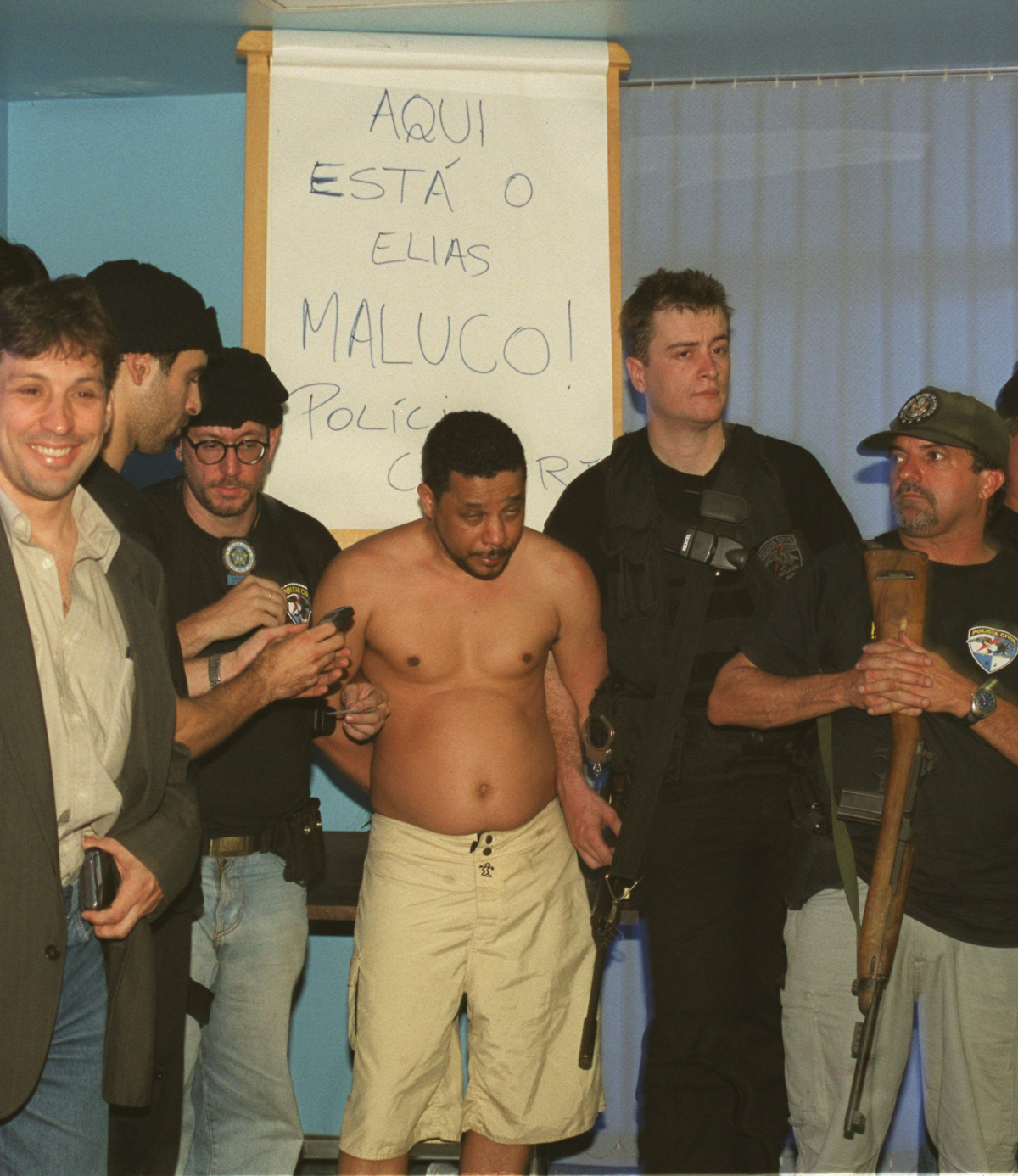
Elias Maluco bei seiner Festnahme

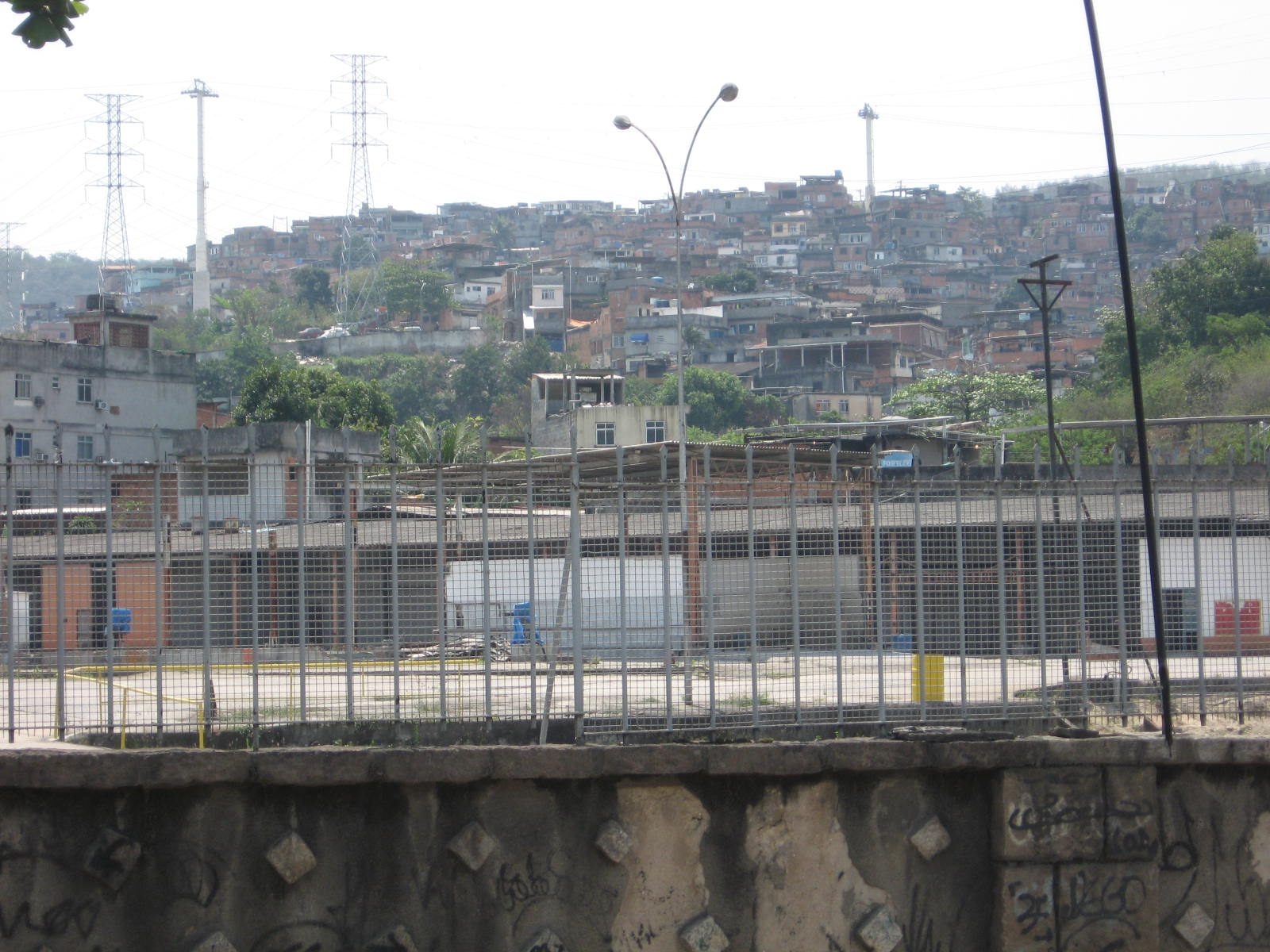
Favela Complexo do Alemão

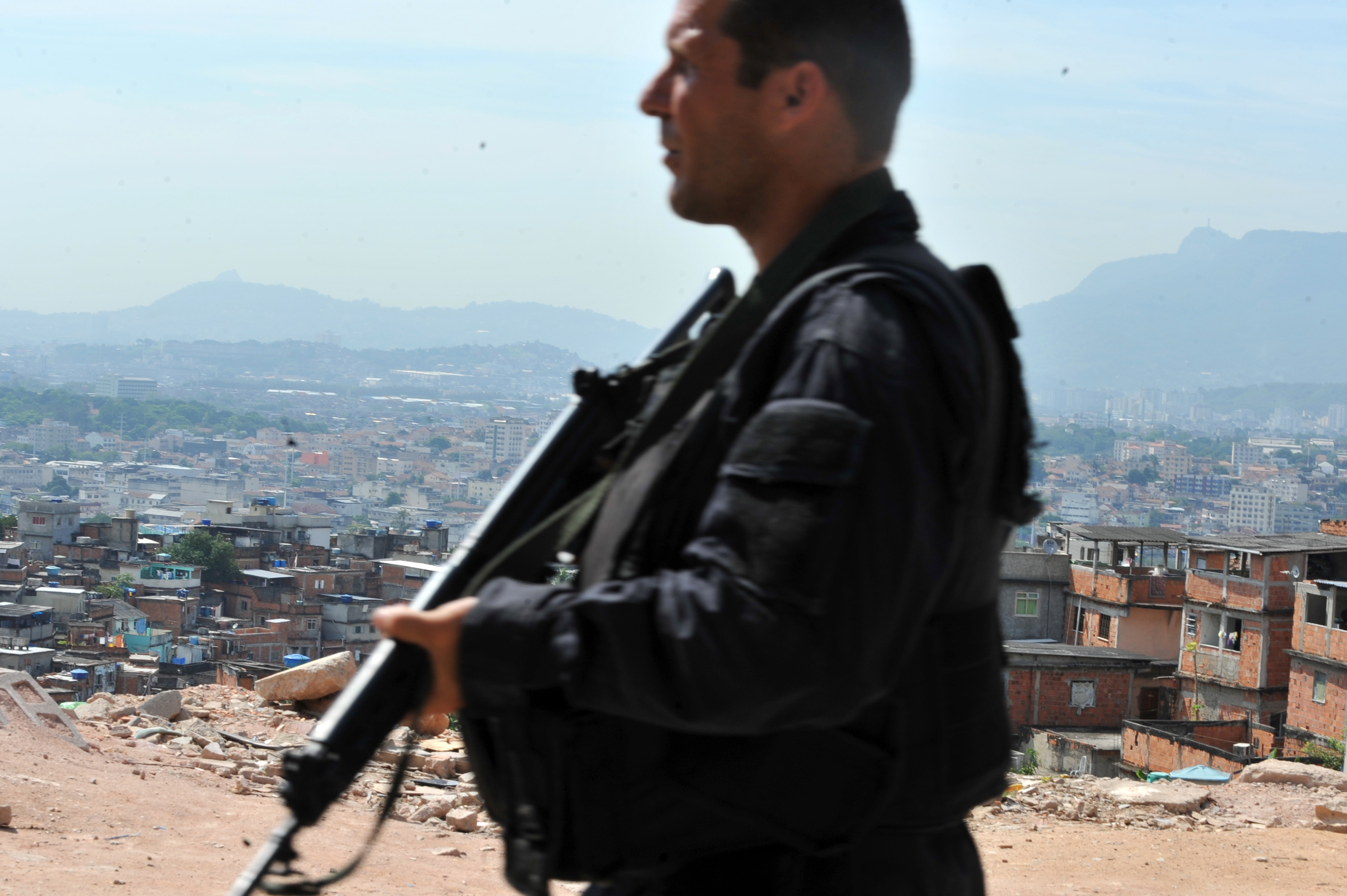
Säuberungsaktion der Polizei in der Favela Complexo do Alemão

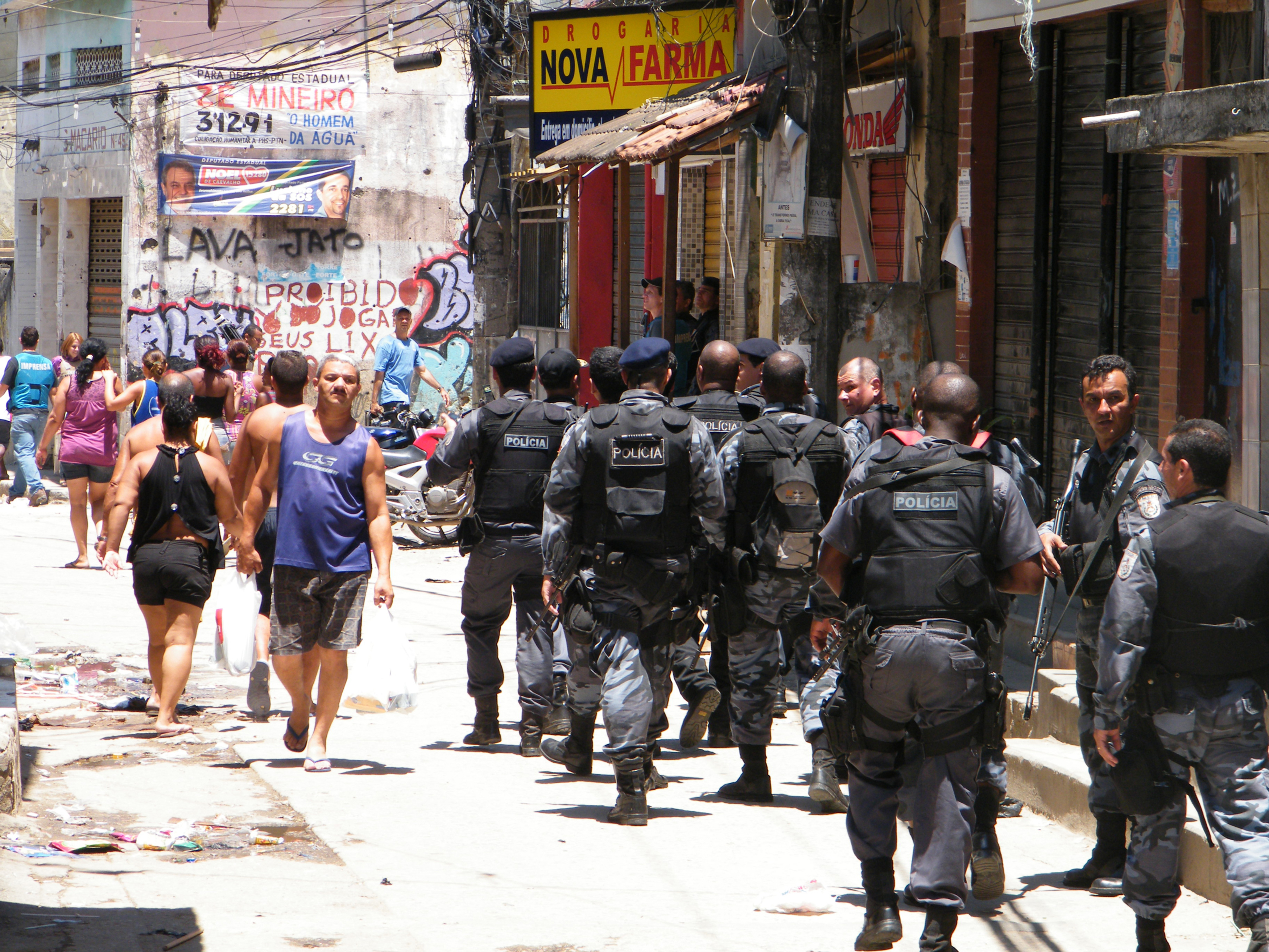
Favela Complexo do Alemão nach Besetzung durch die Polizei

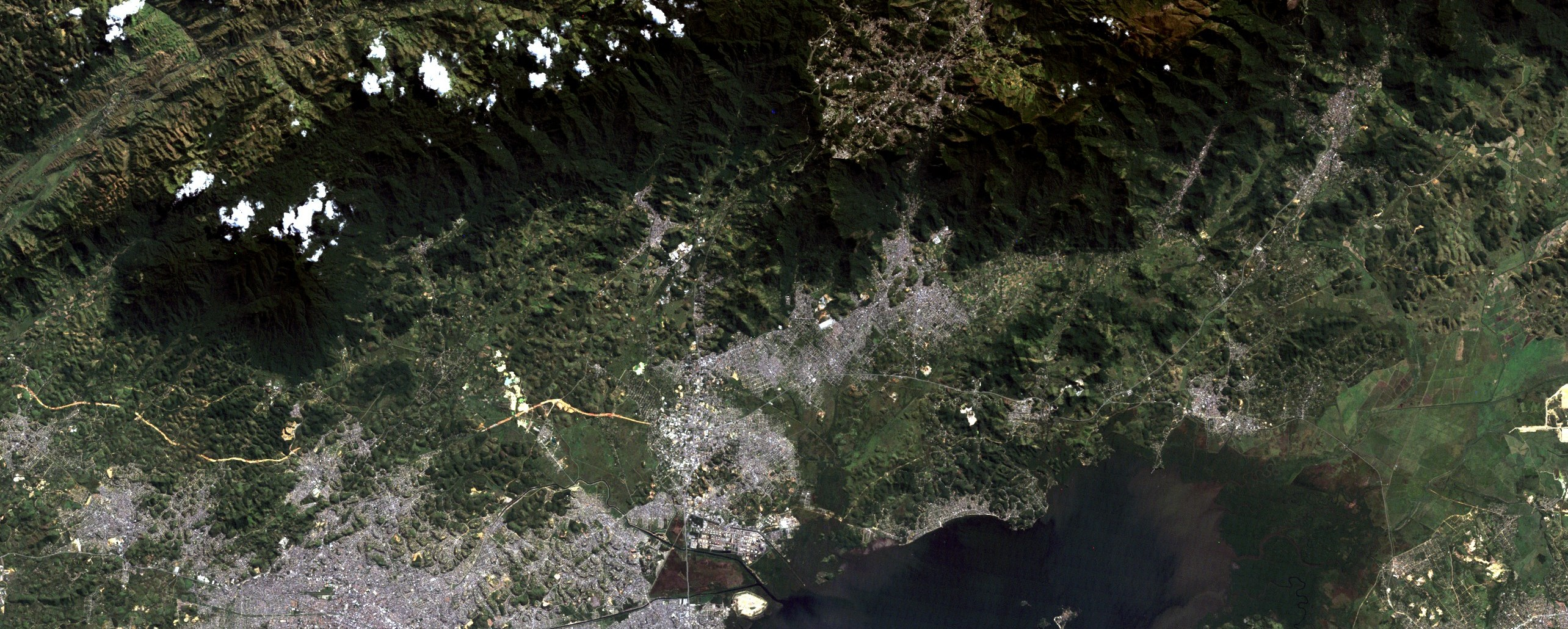
Satellitenbild der Baixada Fluminense – einer Hochburg des Comando Vermelho

Das Comando Vermelho (de: Rotes Kommando) ist eine Verbrecherorganisation, die vor allem im illegalen Drogenhandel in der brasilianischen Stadt Rio de Janeiro aktiv ist. Schätzungen der brasilianischen Polizei zufolge wird das Comando Vermelho (CV) in Rio von etwa 5.000 teilweise mit Kriegswaffen ausgerüsteten Kriminellen gebildet. Es kontrolliert ca. 40 % des lokalen Marktes für illegale Drogen.

## Entstehung
Das Comando Vermelho entstand ab den späten 1970er Jahren in brasilianischen Gefängnissen, namentlich im Gefängnis Instituto Penal Cândido Mendes der Ilha Grande (Bundesstaat Rio de Janeiro). Aufgrund seiner unmenschlichen Haftbedingungen, wie überfüllte Zellen, Mangel an fließendem Wasser, extrem unhygienische Bedingungen, Gewalt durch Wächter oder Mitinsassen, sowie der tägliche Überlebenskampf um elementare Dinge wie Nahrung, Schlafplatz, medizinische Versorgung etc., wurde es auch Caldeirão do Inferno („Kessel der Hölle“) genannt. Inhaftiert waren sowohl politische Gefangene der Militärdiktatur in Brasilien, als auch gewöhnliche Kriminelle. Ihre frühe Bezeichnung lautete Falange Vermelha – Rote Phalanx. Die politischen Gefangenen versuchten in dieser Situation, politisches Denken und die Idee einer aktiven Solidarität zwischen ihren Zellengenossen zu verbreiten.
Die Organisation erfüllte so ursprünglich die Funktion einer Widerstandsgruppe und Schutzgemeinschaft der Häftlinge gegen Übergriffe durch Aufseher und Mitgefangene. Auf diese teilweise ideologisch geprägte Anfangszeit verweist das heute noch verwendete Motto des Kommandos „Paz, Justiça e Liberdade“ („Frieden, Gerechtigkeit und Freiheit“), das etwa durch die als Territorialmarkierungen gedachten Graffiti an Drogenverkaufsplätzen in Rio de Janeiro verbreitet wird.
In jüngerer Zeit ist innerhalb des Comandos, aber auch in verfeindeten Gruppen eine Übernahme eines evangelikal geprägtem, christlich-fundamentalistischen Gedankentum zu beobachten, welches sich unter anderem gegen die afrobrasilianische Umbanda-Religion wendet. So treten ehemalige Gangster entweder als Vertreter größerer Freikirchen wie z. B. Edir Macedos Pfingstsekte Igreja Universal do Reino de Deus oder als unabhängige Laienpastoren auf und fordern von ihren Mitgliedern und den Favela-Bewohnern, sich an einen streng christlichen Lebenswandel zu halten. Während des Machtvakuums während der Corona-Krise erlangten bewaffnete Banden die Kontrolle über fünf Favelas und errichteten dort eine Art evangelikalen Gottesstaat namens „Complexo de Israel“. Bei anschließenden Pogromen gegen Katholiken und Anhänger der Candomblé wurden Tempel niedergebrannt und es kam zu mehreren Todesfällen.

## Verbreitung
Nach seinen Anfängen und seiner starken Dominanz in Rio de Janeiro und dem gleichnamigen Bundesstaat, breitete sich das Comando Vermelho durch Ableger auch in anderen Regionen Brasilien aus.
Dazu zählen Rondônia, Roraima, Tocantins, Mato Grosso, Espírito Santo, Acre, Pará, Maranhão, Alagoas, Rio Grande do Norte, Ceará, Mato Grosso do Sul, Goiás, Distrito Federal do Brasil, Amazonas, Santa Catarina und Teile von Minas Gerais. Außerdem Piauí, Paraíba, Pernambuco und Bahia. In den Bundesstaaten Rio de Janeiro, Espírito Santo, Rondônia, Mato Grosso, Acre, Ceará und Tocantins fand diese Verbreitung überwiegend durch das Gefängnissystem statt.
Auch im Nordosten Paraguays ist das CV aktiv, wo es mit der sogenannten Rebellengruppe Ejército del Pueblo Paraguayo kooperiert.

### Territorien des Comando Vermelho in Rio de Janeiro
Als Hochburgen des Comando Vermelho werden Favelas wie Complexo do Alemão, Chapéu Mangueira, Jacarezinho, Complexo da Maré, Vidigal, Pavão-Pavãozinho, Cidade de Deus, Vigário Geral, Salgueiro, Nova Holanda und Parque União angesehen. Eine weitere Hochburg ist die dicht bevölkerte Baixada Fluminense mit den Städten Duque de Caxias, Nova Iguaçu, São João de Meriti, Belford Roxo und Queimados.

## Das Comando Vermelho beherrscht Rios Favelas
Größte Sichtbarkeit erlangt das Comando Vermelho in der Baixada Fluminense und den regelrecht zu Kriegsgebieten verkommenen Favelas Cidade de Deus, Complexo do Alemão, Cantagalo und Pavão-Pavãozinho, wo es eine territoriale Herrschaft anstrebt und diese mit Waffengewalt gegen die Polizei und andere Drogenbanden verteidigt.
Die Bewohner der Armenviertel geraten dabei immer wieder zwischen die Fronten, müssen letztlich aber die Drogenhändler als Autorität in ihrem Viertel anerkennen und sich mit diesen arrangieren.
Die so in vielen Fällen entstehende Kooperation zwischen Bewohnern und Drogenhändlern in Armenvierteln brasilianischer Großstädte wird außerdem dadurch gefördert, dass letztere eine Art von Gewaltmonopol durchsetzen, das einen teilweise wirksameren Schutz vor Kriminalität und einigen Formen von Gewalt garantiert als der durch den brasilianischen Staat, und in einigen Fällen gewisse ansonsten nicht vorhandene soziale und karitative Funktionen übernehmen.
Diese Entwicklung wird durch die bis in höchste Ränge hinaufreichende Korruption innerhalb der brasilianischen Polizei und deren brutales und illegales Vorgehen in den Armenvierteln noch einmal verstärkt. Andererseits ist es in einigen Armenvierteln Rio de Janeiros auch schon zur Gründung von Gruppierungen („Milícias“) gekommen, welche, wie die Policia Mineira in der Favela Rio das Pedras, den Drogenhandel durch Waffengewalt bekämpfen. Die territorialen Kämpfe der Drogenorganisation werden mit äußerster Brutalität geführt. Die Favela Pavão-Pavãozinho in einer Hügelreihe um die Copacabana etwa wird wegen Granatwerfereinschlägen an Häuserwänden im Volksmund auch Sarajevo genannt. Feuergefechte rivalisierender Banden werden zu jeder Tageszeit ausgetragen.
Die Opfer der Drogenkriege werden in Rio de Janeiro presunto (de: „Schinken“) oder queima de arquivo (de: „Archiv Verbrennung“) genannt. Teilweise werden den Opfern zur Abschreckung Reifen um den Körper gelegt und angezündet. Die Gesichter der Opfer werden teilweise mit Macheten zerhackt, um diese unkenntlich zu machen. 1992 auf dem Höhepunkt der Drogenkriege in Rio de Janeiro berichtete die Zeitschrift Stern von der Abgestumpftheit der beteiligten Bevölkerung im Drogenkrieg: Nachdem ein Mann einen Rivalen getötet hatte und mit blutbeschmiertem T-Shirt zurück in eine Bar gegangen war, war die einzige Sorge der Tresendame, die Blutflecken wieder aus der Kleidung zu bekommen.
Bekämpft wird das CV von staatlichen Kräften wie BOPE (Batalhão de Operações Policiais Especiais (PMERJ)), Polícia Civil (Kriminalpolizei) und Polícia Militar (Landespolizei).

## Akzeptanz des Comando Vermelhos
Vielen Jugendlichen aus armen Familien erscheint der illegale Drogenhandel als eine attraktive Verdienstmöglichkeit, die ihnen nicht nur ein vergleichsweise hohes Einkommen, sondern auch eine Steigerung des Selbstwertgefühls und des Sozialprestiges sichert. Angesichts der elenden Lebensumstände einer großen Anzahl von Kindern und Jugendlichen in Brasilien, die ohne ökonomische Perspektiven aufwachsen, wird diese Attraktivität auch nicht durch die geringe Lebenserwartung eines Drogenhändlers in den Reihen des Comando Vermelho oder einer vergleichbaren Organisation gemindert: Die Mehrheit, der in den Drogenhandel in Rio Involvierten findet den Tod in Auseinandersetzungen mit Rivalen oder der Polizei, ehe sie das 25. Lebensjahr vollendet haben.
Die jugendlichen Angehörigen des CV nennen sich soldados do morro (deutsch „Soldaten der Hügel“, sinngemäß „Ghettosoldaten“), tragen ihre vollautomatischen Schnellfeuergewehre öffentlich als Insignien ihrer Macht, und bestimmen die „Baile Funk“-Partys in ihren Stadtvierteln. Das CV steht in direkter Rivalität mit dem „Terceiro Comando“ (TC – „drittes Kommando“) und den „Amigos dos Amigos“ (ADA – „Freunde der Freunde“). Die Favela Complexo da Maré, beispielsweise, wird im Norden von den Killern des Comando Vermelho beherrscht und im Süden vom Terceiro Comando, das Tragen falscher Farben (etwa rot für Comando Vermelho) kann dort Folterung und Mord nach sich ziehen.

## Fernandinho Beira-Mar und Elias Maluco
Berüchtigte Führer des CV waren Fernandinho Beira-Mar und Elias Maluco.
Fernandinho Beira-Mar alias Luiz Fernando da Costa wurde in Duque de Caxias/Baixada Fluminense geboren. Seine Mutter wurde 1992 bei einem Autounfall getötet. Beira-Mar begann schon früh mit gestohlenen Waffen des Heeres zu handeln und wurde zu einer Haftstrafe verurteilt. Bei seiner Entlassung mit 20 Jahren kam er an die Spitze des Comando Vermelhos in seiner Favela Beira Mar.
In den Jahren 1990–1995 öffnete Beira-Mar in den Favelas Borel, Rocinha, Chapéu Mangueira und Vidigal neue Vertriebswege für Kokain aus Kolumbien. Ein Großteil des Kokains und der Waffen wurden per Schiff im Hafen von Rio de Janeiro gelöscht. 1996 wurde Beira-Mar erneut verhaftet und saß in einem Gefängnis in Belo Horizonte ein. 1997 konnte er fliehen und lebte in Paraguay, Uruguay und Bolivien. Beira-Mar knüpfte Geschäftsbeziehungen zur kolumbianischen FARC und führte auch auf dem Landweg Kokaintransporte in großem Umfang nach Brasilien durch. 2001 wurde er in einer konzertierten Aktion der kolumbianischen Armee und der US-Drogenbehörde DEA festgenommen und nach Brasilien ausgeliefert. Beira-Mar sitzt momentan im Hochsicherheitsgefängnis von Rio de Janeiro, „Bangu I“, ein und steuert den Drogenhandel von seinem Mobiltelefon aus.
Elias Maluco, mit bürgerlichem Namen Elias Pereira da Silva, war die rechte Hand von Beira-Mar und kontrollierte den Drogenhandel in den Favelas von Ramos (Complexo do Alemão) und Penha (Vila Cruzeiro, eine der gefährlichsten Gegenden Brasiliens). Er galt als einer der grausamsten und skrupellosesten Führer des Comando Vermelho. So soll der Globo-Reporter Tim Lopes 2002 bei seinen Recherchearbeiten über Baile-Funk-Partys, Prostitution und den sexuellen Missbrauch von Minderjährigen in den Favelas des Complexo do Alemão von einem Killerkommando entführt und von Elias Maluco eigenhändig mit dem Samuraischwert enthauptet worden sein, da dieser die Drogengeschäfte durch Investigativjournalismus gestört sah. Elias Maluco wurde in seiner Favela da Grota aufgespürt und in Sicherungsverwahrung des Gefängnisses Bangu I gebracht.

## Verfeindete Fraktionen

### Terceiro Comando (TC)
Splittergruppe des CV. Entstand in den 1990er Jahren und ist aktiv in Nordwest-Rio (Baixada Fluminense) und in der Peripherie. Im Laufe der Gefängnisrevolten 2002 in der Strafanstalt Bangu I wurde der Anführer Uê ermordet. Das Terceiro Comando und die Amigos dos Amigos lieferten sich brutale Bandenkriege mit dem CV in der Favela Rocinha. Aus dem TC löste sich eine weitere Splittergruppe das Terceiro Comando Puro (TCP – „reines [wahrhaftiges] drittes Kommando“) unter den Anführern Robinho, Pinga und Facão. Das TC beherrscht folgende Favelas: Acari, Dendê, Baixa do Sapateiro, Timbau, Roquete Pinto und teilweise Complexo da Maré.

### Amigos dos Amigos (ADA)
Im Nordwesten Rios entstand eine weitere Fraktion: die Amigos dos Amigos unter den Anführern Celsinho da Vintém, Sassá und Linho. Die ADA beherrschen teilweise Straßenzüge in Rocinha und im Complexo da Maré, sowie in den Favelas Morro dos Macacos, Vila dos Pinheiros, Vila do João, Conjunto Esperança sowie Salsa e Merengue. Im Frühjahr 2004 gelang der ADA zunächst die Übernahme der unmittelbar an die größte Favela Rio de Janeiros, der Favela Rocinha, angrenzende Favela Vidigal. Diese diente unmittelbar danach als Brückenkopf, maßgeblich auch die Herrschaft über die Rocinha selbst übernehmen zu können.
Einer der bedeutendsten Anführer der ADA gegen Ende der 90er Jahre war „Gangan“ alias Irapuan David Lopes. Seine Geschichte zeigt, wie kaum eine andere, die Verquickung von Politik und organisierter Kriminalität: Um des schier übermächtigen Comando Vermelho Herr zu werden, protegierte der damalige Chef der zivilen Polizei, Álvaro Lins, die ADA und unterstützte sie bei der Übernahme von Favelas. Nachdem die Expansion der ADA sich Lins’ Kontrolle entzog, stellte dieser ihm, lediglich in Begleitung acht weiterer, hochrangiger Polizisten, in der Favela, in der seine Freundin lebte nach und erschoss Gangan.

## Chronik

### 1979
1979 wird als das Jahr angesehen, wo sich das Kommando des CV aus den Gefängnissen des Bundesstaates Rio de Janeiro auf die Straßen der Stadt ausbreitete.

### 1990
1990 dominierte der CV noch 90 % der Favelas. Schon in dieser frühen Epoche zeichnete sich das Comando Vermelho durch besondere Gewalttätigkeit aus. „O Comando Vermelho adora queimar um policial vivo, enquanto que seus inimigos preferem suborná-los. - Der CV liebt es, einen Polizisten lebendig zu verbrennen, während ihre Feinde es vorziehen, sie zu bestechen.“ In dieser Zeit entstand auch der Ableger PCC in São Paulo, der sich zu einem Rivalen des CV entwickelte.

### 1991
Anfang der 1990er Jahre waren alle großen Anführer des CV wie Márcio Nepomuceno, Marcinho VP u. a. entweder getötet oder befanden sich in Haft. Einer der Gründer des CV, William da Silva Lima, veröffentlicht seine Autobiographie „400 gegen 1“. Zwischen 1991 und 2000 tötete die Polizei, vor allem die Militärpolizei, in Rio de Janeiro 7.479 Menschen. Anfang der 1990er Jahre nahm der Einfluss der Glücksspielmafia (Jogo do Bicho/Bicheiros) ab, bzw. sie ging im immer mächtiger werdenden Comando Vermelho auf. Von 1984 bis 1991 ermittelte die Stiftung Getúlio Vargas 70.000 Morde im Drogenkrieg von Rio de Janeiro.

### 1992
Rogério Lemgruber, „Bagulhão“, aus der Favela do Cajú, war einer der führenden Köpfe des CV, als er am 29. Mai 1992 getötet wurde. Gefängnisrevolte im Carandiru-Gefängnis von São Paulo mit anschließenden Massaker als Ausdruck steigender Polizeigewalt und einer Motivation seitens der Drogenkartelle radikaler gegen den Staat vorzugehen. Zunahme des Drogenkrieges mit beiderseitigen Strafaktionen auch vor dem Hintergrund der schwer bewachten Umweltkonferenz in Rio de Janeiro.

### 1993
Die Kämpfe in den Favelas flammen immer wieder auf. Die Besiegten werden häufig mit Autoreifen umhüllt und bei lebendigem Leibe zur Abschreckung der anderen verbrannt. Auch sind Enthauptungen mit der Machete an der Tagesordnung und sollen die Rechtsprechung des Comando Vermelho in den von ihnen kontrollierten Stadtvierteln demonstrieren. Bei Massaker in der Favela Vigário Geral tötet eine Todesschwadron 36 Bewohner.

### 1994
Auflösung des Gefängnisses Instituto Penal Cândido Mendes und Sprengung der Außenmauern. Viele Kämpfe konzentrierten sich auf die Favela Complexo do Alemão, wo Feuergefechte mit der Polizei in wenigen Tagen 20 Tote kosteten. Aufgrund der Eskalation entsandte Staatspräsident Itamar Franco erstmals die Streitkräfte in den Stadtkrieg von Rio de Janeiro. Staatliche „Operation Rio“ vom Oktober 1994 bis Januar 1995, um die Kontrolle wiederzuerlangen.

### 2005 Operation „Navalha na Carne“
Bekannt wurde das Massaker am 31. März 2005 in Nova Iguaçu und Queimados, als maskierte Militärpolizisten in der Operation „Navalha na Carne“ („Rasiermesser im Fleisch“) 30 Menschen töteten. Die Operation war als Racheaktion gegen das CV gedacht, traf aber hauptsächlich unbeteiligte Personen.

### 2006
Nach Angaben der brasilianischen Tageszeitung Folha de São Paulo vom 29. Dezember 2006 wurde in Rio de Janeiro eine Anschlagsserie gegen Polizeistationen und andere zivile Einrichtungen verübt, der über 18 Personen zum Opfer fielen. Der Anschlagsserie ging eine massive Polizeipräsenz kurz vor den Feiertagen des Jahreswechsels voraus, wobei 10 Favelas durch die Militärpolizei besetzt wurden. In der Favela Vila Cruzeiro und sogar in einem bekannten Einkaufszentrum kam es zu zahlreichen Schießereien. Gesteuert wurden diese Aktionen vermutlich vom Comando Vermelho, wobei inhaftierte Anführer verschärfte Haftregelungen im neuen Jahr befürchteten.
In den vom Drogenhandel kontrollierten Armenvierteln Rio de Janeiros kommt es zunehmend zu Angriffen von sogenannten „Milícias“, welche die Mitglieder der Drogenbanden angreifen und vertreiben. Mehrere Dutzend Favelas sollen bereits von diesen Milizen beherrscht werden. Es wird vermutet, dass die Milizen von Polizeibeamten in Zivil gesteuert oder sogar gebildet werden. Berichten zufolge verlangen sie von den Bewohnern der von ihnen kontrollierten Viertel eine Art Sicherheitsabgabe. Fälle von Übergriffen gegen nicht zahlungsbereite Bewohner sind bekannt geworden.

### 2009
Am 18. Oktober 2009 eskalierte die Gewalt erneut in Rio de Janeiro. Bei Rivalitäten verfeindeter Fraktionen, ausgehend in der Favela dos Macacos, wurden zwölf Menschen in Feuergefechten getötet und ein Polizeihubschrauber abgeschossen.

### 2010
Im November/Dezember 2010 sollte der entscheidende Schlag durch das Militär, Militärpolizei und Sondereinheiten wie das BOPE (Batalhão de Operações Policiais Especiais) gegen das Comando Vermelho und andere Drogenkartelle in Rio de Janeiro ausgeführt werden. Es ist das erklärte Ziel der brasilianischen Regierung, die Macht des organisierten Verbrechens zu brechen und noch vor Beginn der Fußball-Weltmeisterschaft 2014 für geordnete Verhältnisse zu sorgen und die Armenviertel wieder unter staatlich-polizeiliche Kontrolle zu bringen. Bei der Erstürmung der Favela Vila Cruzeiro mit Helikoptern und Panzerwagen kamen ca. 30 Menschen ums Leben, außerdem wurden bei den gewalttätigen bürgerkriegsähnlichen Ausschreitungen zahlreiche Busse und Autos in Brand gesteckt. Bei der Operation konnten einige Anführer der Drogenbanden gefangen genommen werden. Sie wurden unter höchster Geheimhaltungsstufe in Hochsicherheitsgefängnisse des Landes gebracht.
Pressemitteilungen nach Eroberung der 14 Favelas:

„Vila Cruzeiro gehört wieder zum Staat.“

„Wir haben das Territorium erobert, das ihnen (den Drogenbanden) als Zufluchtsort diente, den mit Kriegswaffen gesicherten Ort, zu dem sie immer dann wie Feiglinge flohen, nachdem sie ihre Verbrechen begangen hatten.“

Der wirtschaftliche Schaden nach Erstürmung der Favelas beträgt mehrere Millionen.
Um die Situation in den Elendsvierteln nachhaltig zu verbessern, wurde vom Bürgermeister Eduardo Paes eine dauerhafte Pazifierung durch verstärkte Polizeipräsenz vor Ort und Investitionen in Höhe von umgerechnet 170 Millionen Euro in Aussicht gestellt, die vor allem für das Bildungssystem der benachteiligten Stadtteile verwendet werden soll. Unter dem starken Druck und der Militärpräsenz, die gleichzeitig auf mehrere Favelas ausgeübt wird, kommt es zu Zweckbündnissen und Allianzen des Comando Vermelho mit vormals verfeindeten Fraktionen wie der ADA. Es ist zu befürchten, dass noch größere und schlagkräftigere kriminelle Organisationen nach dem Vorbild des kolumbianischen Medellín-Kartells aus den 1980er Jahren entstehen könnten.

### 2012
Zum Jahresende waren 28 Favelas von der Polizei erstürmt und anschließend mit dauerhaft stationierten Einheiten der Unidade de Polícia Pacificadora (UPP) versehen worden. Unter den nun (weitgehend) befriedeten Favelas befinden sich so große und namhafte wie die Rocinha mit ca. 120.000 Einwohnern, Cantagalo in Ipanema, Pavão/Pavãozinha in Copacabana, die Providência am Hauptbahnhof (Central do Brasil), die durch den Film „Cidade de Deus“ bekannt gewordene, gleichnamige Favela in Jacarepaguá, die in Nachbarschaft zum Maracanã-Stadion gelegene Mangueira, sowie die als ‚Cracolândia‘ zu zweifelhaftem Ruhm gekommene Manguinhos. Durch die bisher erzielten Ergebnisse leben etwa 1.000.000 Einwohner in befriedeten Favelas. Die Pläne bis 2014, dem Jahr der Fußballweltmeisterschaft, sehen vor, in 40 Favelas 12.000 Polizisten der UPP zu stationieren.
Aber das Befriedungsprogramm hat auch seine Kritiker. Zum einen ist es inzwischen aufgefallen, dass fast ausschließlich Favelas im Stadtzentrum, der traditionell touristischen Zona Sul (Copacabana, Leme und Ipanema), sowie in der Nähe der Austragungsstätten der Olympischen Spiele (Barra da Tijuca und Méier) besetzt werden. Dies führte jetzt schon zu einer Spekulation mit den nun zugänglich gewordenen Immobilien, sowie zu einer generellen Erhöhung der Lebenshaltungskosten. Andererseits eröffnen die befriedeten und von der UPP kontrollierten Favelas für einige Bewohner neue Chancen, insbesondere im Tourismus-, Hotel- und Gastronomiegewerbe, wie eine Zwischenbilanz für die seit einem Jahr besetzte Rocinha belegt. Ein weiterer Kritikpunkt besteht darin, dass sich die (Drogen-)Kriminalität nun zunehmend in die nördlichen Stadtteile Rio de Janeiros und in die Nachbarstadt Niterói verlagert.

### 2013
Am 3. Februar 2013 gelang 27 zu langjährigen Strafen verurteilten Häftlingen die Flucht aus dem in Rio de Janeiros Stadtteil Bangu gelegenen Gefängnis Vicente Piragibe im Complexo de Gericinó. Es handelte sich ausnahmslos um Mitglieder des Comando Vermelho, unter ihnen auch der wegen der Beteiligung an der Ermordung des Journalisten Tim Lopes verurteilte Claudinho dos Santos Coelho, auch 'Xuxa' oder 'Russão' genannt.

## Bandenchefs
- Rogério Lemgruber alias Bagulhão (* 13. Juli 1956 in Rio de Janeiro; † 29. Mai 1992, ebenda)
- José Carlos dos Reis Encina alias Escadinha (* 21. Mai 1956 in Rio de Janeiro; † 23. September 2004)
- Elias Pereira da Silva alias Elias Maluco (* 23. Mai 1966 in Rio de Janeiro; † 22. September 2020 in Catanduvas, Paraná)
- Luiz Fernando da Costa alias Fernandinho Beira-Mar (* 4. Juli 1967 in Duque de Caxias/RJ)
- Marcos Willians Hermes Camacho alias Marcola (* 25. Januar 1968 Osasco/SP)
- Ernaldo Pinto de Medeiros alias Uê (* 24. April 1968; † 11. September 2002), gründete später die Fraktion ADA (Amigos dos Amigos)
- Antônio de Souza Ferreira alias Tota (* 11. März 1980)
- Márcio dos Santos Nepomuceno alias Marcinho VP
- Celso Pinheiro Pimenta alias Playboy oder Mamadeira (* 1. März 1982; † 8. August 2015)

## Verfilmung
400 contra 1 – A história do Comando Vermelho ist ein brasilianischer Film aus dem Jahr 2010 des Regisseurs Caco Sousa, welcher die Entstehungsgeschichte des Comando Vermelho beschreibt. Der Film beruht auf der autobiographischen Erzählung „Quatrocentos contra um – A história do Comando Vermelho“ von William da Silva Lima und ist im August 2010 in den brasilianischen Kinos erschienen.
Der Film von José Padilha „Tropa de Elite“ aus dem Jahr 2007 thematisiert ebenfalls die Drogenkriege in Rio de Janeiro.